# Zizi Possi
Zizi Possi (ur. 28 marca 1956 w São Paulo) – brazylijska piosenkarka pochodzenia włoskiego. Jej córką jest piosenkarka Luiza Possi.

## Dyskografia
Wszystkie albumy, z wyjątkiem trzech (zaznaczonych), są w języku portugalskim.
- 1978 – Flor do Mal
- 1979 – Pedaço de Mim
- 1980 – Zizi Possi
- 1981 – Um Minuto Além
- 1982 – Asa Morena
- 1983 – Pra Sempre e Mais um Dia
- 1984 – Dê um Rolê
- 1986 – Zizi
- 1987 – Amor e Música
- 1989 – Estrebucha Baby
- 1991 – Sobre Todas as Coisas
- 1993 – Valsa Brasileira
- 1996 – Mais Simples
- 1997 – Per Amore – włoski
- 1998 – Passione – włoski
- 1999 – Puro Prazer
- 2001 – Bossa
- 2005 – Pra Inglês Ver... e Ouvir – ang. (live)
- 2014 – Tudo Se Transformou – (live)

DVDs
- 1998 – Per Amore (początkowo wydany na kasecie VHS)
- 2005 – Pra Inglês Ver... e Ouvir
- 2010 – Cantos & Contos